# Бюси-ле-Пьерпон
Бюси-ле-Пьерпо́н (фр. Bucy-lès-Pierrepont) — коммуна во Франции, находится в регионе Пикардия. Департамент коммуны — Эна. Входит в состав кантона Гиньикур. Округ коммуны — Лан.
Код INSEE коммуны — 02133.

## Население
Население коммуны на 2010 год составляло 416 человек.
| 1962 | 1968 | 1975 | 1982 | 1990 | 1999 | 2010 |
| ---- | ---- | ---- | ---- | ---- | ---- | ---- |
| 629  | 607  | 521  | 457  | 432  | 418  | 416  |

## Экономика
В 2010 году среди 253 человек трудоспособного возраста (15—64 лет) 178 были экономически активными, 75 — неактивными (показатель активности — 70,4 %, в 1999 году было 68,4 %). Из 178 активных жителей работали 155 человек (87 мужчин и 68 женщин), безработных было 23 (6 мужчин и 17 женщин). Среди 75 неактивных 25 человек были учениками или студентами, 16 — пенсионерами, 34 были неактивными по другим причинам.